# Suore di Santa Caterina da Siena
Le Suore di Santa Caterina da Siena (in portoghese Irmãs de Santa Catarina de Sena) sono un istituto religioso femminile di diritto pontificio.

## Storia
La congregazione fu fondata il 9 settembre 1951 a Tchibembe, in Angola, dal sacerdote svizzero Roberto Harder, missionario salettiano; l'erezione canonica da parte di Oscar Lino Lopes Fernandes Braga, vescovo di Benguela, ebbe luogo il 22 agosto 1982.
Fu riconosciuta come istituzione di diritto pontificio il 19 luglio 2016.

## Attività e diffusione
Le suore si dedicano all'educazione, alla catechesi e a opere di promozione umana, soprattutto a favore delle donne.
Oltre che in Angola, le suore sono presenti in Brasile, Italia e Spagna; la sede generalizia è a Benguela.
Nel 2016 l'istituto contava 133 religiose in 27 case.